# Agim Zeka
Agim Zeka (* 6. September 1998 in Ludwigsburg, Deutschland) ist ein albanischer Fußballspieler.

## Karriere

### Verein
Zeka wuchs in Pristina im Kosovo auf, wo er seine Karriere beim FC Prishtina begann. Im Februar 2016 wechselte er nach Albanien zum KF Skënderbeu Korça. Zur Saison 2016/17 rückte er in den Profikader von Skënderbeu. Sein Debüt in der Kategoria Superiore gab er im November 2016, als er am zehnten Spieltag jener Saison gegen den KS Flamurtari Vlora in der Startelf stand. Nach drei Einsätzen in der höchsten albanischen Spielklasse wechselte er im Januar 2017 nach Frankreich zum OSC Lille, wo er für die viertklassige Zweitmannschaft spielen sollte. Bis zum Ende der Saison 2016/17 absolvierte er elf Spiele für Lille B in der CFA.
Nach weitere neun Viertligaeinsätzen wurde Zeka im Januar 2018 nach Portugal an den Zweitligisten Varzim SC verliehen. Für Varzim kam er allerdings verletzungsbedingt bis zum Ende der Leihe nur zweimal in der Segunda Liga zum Einsatz. Zur Saison 2018/19 wurde er innerhalb Portugals an den ebenfalls zweitklassigen Leixões SC weiterverliehen. Bei Leixões spielte er jedoch keine Rolle und kam nur zu drei Einsätzen. Daraufhin wurde die Leihe im Januar 2019 vorzeitig beendet und Zeka wurde für eineinhalb Jahre in die Niederlande an den Erstligisten Fortuna Sittard weiterverliehen. In Sittard konnte sich der Flügelstürmer allerdings auch nicht durchsetzen und so wurde auch diese Leihe nach fünf Kurzeinsätzen in der Eredivisie im Dezember 2019 vorzeitig beendet, woraufhin er wieder nach Lille zurückkehrte. Dort kam er bis zum Abbruch der Spielzeit 2019/20 zu vier Einsätzen für die Reserve.
Zur Saison 2020/21 wechselte Zeka nach Belgien zu Lilles Partnerverein Royal Excel Mouscron. Bei den Wallonen spielte er jedoch auch keine Rolle und stand lediglich zweimal im Spieltagskader, eingesetzt wurde er nie. Im Januar 2021 schloss er sich dem österreichischen Bundesligisten FK Austria Wien an. Bis Saisonende kam er zu zehn Einsätzen in der Bundesliga für die Wiener. Nach der Saison 2020/21 verließ er den Verein. Daraufhin kehrte er im August 2021 in den Kosovo zurück und wechselte zum KF Drita.

### Nationalmannschaft
Zeka spielte im Oktober 2014 dreimal für die albanische U-17-Auswahl. Im Oktober 2016 spielte er dreimal für die U-19-Mannschaft. Zwischen Juni 2017 und Juni 2019 kam er zu zehn Einsätzen im U-21-Team.